# Días rojos
Días rojos es una película muda dirigida por D. W. Griffith en 1919.

## Sinopsis
Un bandido romántico llamado Alvarez (Richard Barthelmess), buscado por las redadas en los campamentos mineros de la fiebre del oro de California en 1849, enmienda su error con el amor de una buena mujer.

## Reparto
| Actor               | Personaje            |
| ------------------- | -------------------- |
| Richard Barthelmess | Don Maria Alvarez    |
| Eugenie Besserer    | Sra. Nell Winters    |
| Carol Dempster      | Lady Fair            |
| Clarine Seymour     | Chiquita             |
| Ralph Graves        | John Randolph        |
| George Fawcett      | El sheriff           |
| Walter Long         | King Bagley          |
| Kate Bruce          | La tía               |
| Rhea Haines         | Spasm Sal            |
| Adolph Lestina      | El amigo de Randolph |
| Herbert Sutch       | El segundo sheriff   |
| J. Wesley Warner    | El hombre de Alvarez |